# رودريغو سيلفا (لاعب اتحاد الرغبي)
رودريغو سيلفا (بالإسبانية: Rodrigo Silva) هو لاعب اتحاد الرغبي أوروغواياني، ولد في 2 نوفمبر 1992.